# Megachile lutescens
Megachile lutescens är en biart som beskrevs av Cockerell 1931. Megachile lutescens ingår i släktet tapetserarbin, och familjen buksamlarbin. Inga underarter finns listade i Catalogue of Life.